# Kapszantin
A kapszantin a xantofilek (a karotinoidok egyik csoportja) közé tartozó természetes vörös színű színezék. Élelmiszerszínezékként az E-száma E160c(i). A közönséges paprika (Capsicum annuum) színét főleg ez adja, a paprika-oleorezin fő összetevője (a kapszorubin mellett).

## Fordítás
Ez a szócikk részben vagy egészben  a   Capsanthin című angol Wikipédia-szócikk ezen változatának fordításán alapul.  Az eredeti cikk szerkesztőit annak laptörténete sorolja fel. Ez a jelzés csupán a megfogalmazás eredetét és a szerzői jogokat jelzi, nem szolgál a cikkben szereplő információk forrásmegjelöléseként.